# Hickory Creek
Hickory Creek es un pueblo ubicado en el condado de Denton, en el estado estadounidense de Texas. En el censo de 2010 tenía una población de 3.247 habitantes. Tiene una población estimada, en 2019, de 4,574 habitantes.

## Geografía
Hickory Creek se encuentra ubicado en las coordenadas 33°6′33″N 97°1′46″O / 33.10917, -97.02944. Según la Oficina del Censo de los Estados Unidos, Hickory Creek tiene una superficie total de 12.38 km², de la cual 12.14 km² corresponden a tierra firme y 0.24 km² es agua.

## Demografía
Según el censo de 2010, había 3.247 personas residiendo en Hickory Creek. La densidad de población era de 270,83 hab./km². De los 3.247 habitantes, Hickory Creek estaba compuesto por el 90.3% blancos, el 2.71% eran afroamericanos, el 0.83% eran amerindios, el 2.62% eran asiáticos, el 0.18% eran isleños del Pacífico, el 1.76% eran de otras razas y el 1.6% pertenecían a dos o más razas. Del total de la población el 8.9% eran hispanos o latinos de cualquier raza.